# Noctuelia minima
Noctuelia minima là một loài bướm đêm trong họ Crambidae.